# Jock Stein
John 'Jock' Stein CBE (n. 5 octombrie 1922, Hamilton⁠(d), Scoția, Regatul Unit al Marii Britanii și Irlandei – d. 10 septembrie 1985, Cardiff, Țara Galilor, Regatul Unit) a fost un fotbalist și antrenor scoțian. El devenise primul antrenor britanic, care a câștigat Cupa Campionilor Europeni, realizând asta cu Celtic F.C. în 1967. De asemenea, Jock Stein a condus Celtic spre nouă titluri de campion consecutive între 1966 și 1974.
Stein lucra ca miner în timpul când juca fotbal part-time la Blantyre Victoria F.C. și apoi Albion Rovers. El a devenit fotbalist profesionist abia când a ajuns la clubul galez Llanelli Town, dar s-a reîntors în Scoția la Celtic în 1951.
Pe 10 septembrie 1985, Scoția a remizat 1-1 cu Țara Galilor pe Ninian Park în Cardiff, asigurându-și locul în play-off contra Australiei, meci de baraj pentru Campionatul Mondial de Fotbal 1986. Stein a suferit un atac de cord la sfârșitul meciului și a murit în scurt timp în camera medicală a stadionului. A decedat la 62 de ani. Stein a fost cremat la Crematoriul Linn, din Glasgow.

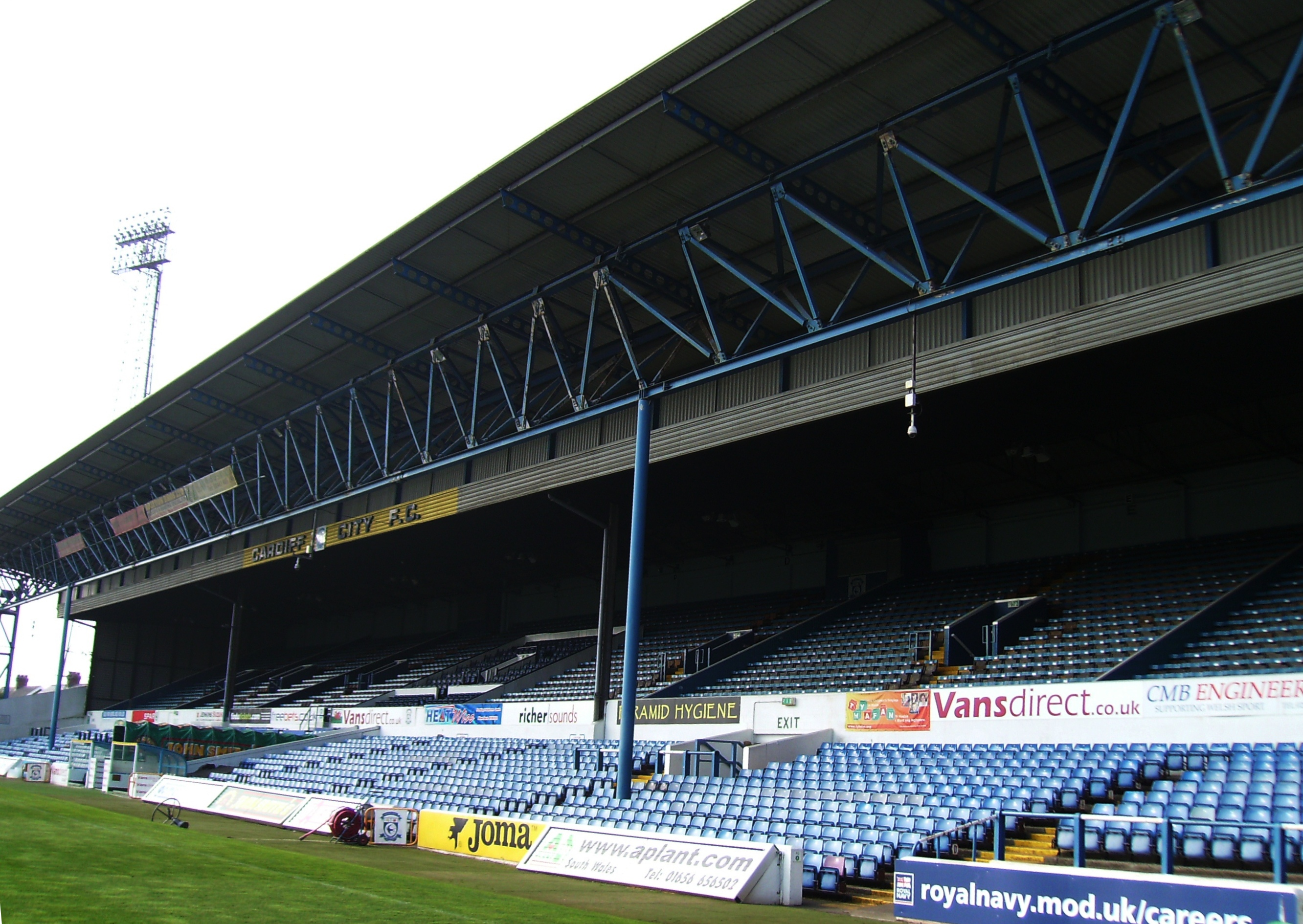
Ninian Park, locul unde Stein a decedat conducând naționala Scoției, pe 10 septembrie 1985

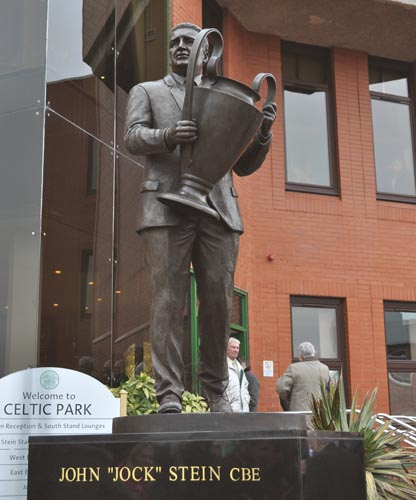
Monumentul de bronz dedicat lui Jock Stein în fața Celtic Park

## Statistici antrenorat
| Dunfermline | Scoția | martie 1960    | martie 1964     | 191   | 92  | 37  | 62  | 48,17 |
| Hibernian   | Scoția | martie 1964    | martie 1965     | 50    | 31  | 8   | 11  | 62    |
| Scoția      | Scoția | mai 1965       | decembrie 1965  | 7     | 3   | 1   | 3   | 42,86 |
| Celtic      | Scoția | martie 1965    | august 1978     | 687   | 482 | 111 | 94  | 70,16 |
| Leeds       | Anglia | august 1978    | octombrie 1978  | 9     | 4   | 3   | 2   | 44,44 |
| Scoția      | Scoția | octombrie 1978 | septembrie 1985 | 61    | 26  | 12  | 23  | 42,62 |
| Total       | Total  | Total          | Total           | 1.005 | 638 | 172 | 195 | 63,48 |

## Palmares
Dunfermline Athletic
- Cupa Scoției[5] (1) 1961

Hibernian
- Summer Cup (1): 1964

Celtic
- Cupa Campionilor Europeni (1) 1967
- Prima Ligă Scoțiană[6] (10) 1966, 1967, 1968, 1969, 1970, 1971, 1972, 1973, 1974, 1977
- Cupa Scoției[5] (8) 1965, 1967, 1969, 1971, 1972, 1974, 1975, 1977
- Scottish League Cup[7] (6) 1966, 1967, 1968, 1969, 1970, 1975

 Scoția
- Rous Cup (1): 1985

## Legături externe
- Full Managerial Stats for Leeds United from WAFLL
- Jock Stein Arhivat în 11 octombrie 2012, la Wayback Machine., Post War English & Scottish Football League A – Z Player's Database